# Centre scientifique et planétarium Flandrau
Le Centre scientifique et planétarium Flandrau (en anglais Flandrau Science Center & Planetarium) est un musée scientifique et un planétarium à Tucson, en Arizona (États-Unis). Il fait partie de l'université de l'Arizona. Il porte le nom de l'auteure américaine Grace Flandrau. Le théâtre du planétarium Eos dispose d'un dôme de 15,2 mètres et peut accueillir 146 personnes assises. Le centre scientifique comprend des expositions de fossiles et de minéraux.
L'astéroïde (18368) Flandrau porte le nom de ce centre.

## Histoire
Le centre fut fondé grâce à une donation de l'estate de l'auteure américaine Grace Flandrau. Le Board of Regents de l'université a apprové sa création en 1972 et le centre a ouvert ses portes en 1975. O. Richard Norton en fut le premier directeur.
Le planétarium utilisait à l'origine un projecteur d'étoiles pour ses spectacles, surnommé le « Hector Vector Star Projector ». Le projecteur d'étoiles a été remplacé par une technologie plus récente. En 2017, les rénovations du planétarium ont été achevées et il a été rouvert sous un nouveau nom, le Eos Foundation Planetarium Theatre.